# Mailly-le-Château
Mailly-le-Château is een gemeente in het Franse departement Yonne (regio Bourgogne-Franche-Comté) en telt 609 inwoners (1999). De plaats maakt deel uit van het arrondissement Auxerre.

## Geografie
De oppervlakte van Mailly-le-Château bedraagt 37,0 km², de bevolkingsdichtheid is 16,5 inwoners per km².
De onderstaande kaart toont de ligging van Mailly-le-Château met de belangrijkste infrastructuur en aangrenzende gemeenten.

## Demografie
Onderstaande figuur toont het verloop van het inwonertal (bron: INSEE-tellingen).

## Geboren in Mailly-le-Château
- Bernard Menez (1944), acteur, zanger en humorist